# Rocinela dumerilii
Rocinela dumerilii là một loài chân đều trong họ Aegidae. Loài này được Lucas miêu tả khoa học năm 1849.